# Endla (Saaremaa)
Koordinaten: 58° 22′ N, 22° 25′ O
Endla ist ein Dorf (estnisch küla) auf der größten estnischen Insel Saaremaa. Es gehört zur Landgemeinde Saaremaa (bis 2017: Landgemeinde Lääne-Saare) im Kreis Saare.
Das Dorf hat 43 Einwohner (Stand 1. Januar 2016). Seine Fläche beträgt 1,52 km².